# Premeaux-Prissey
Premeaux-Prissey is een gemeente in het Franse departement Côte-d'Or (regio Bourgogne-Franche-Comté) en telt 352 inwoners (2005). De plaats maakt deel uit van het arrondissement Beaune.

## Geografie
De oppervlakte van Premeaux-Prissey bedraagt 9,0 km², de bevolkingsdichtheid is 39,1 inwoners per km².
De onderstaande kaart toont de ligging van Premeaux-Prissey met de belangrijkste infrastructuur en aangrenzende gemeenten.

## Demografie
Onderstaande figuur toont het verloop van het inwonertal (bron: INSEE-tellingen).

1. ↑  Populations de référence 2022.